# Hermann Leberecht Strack

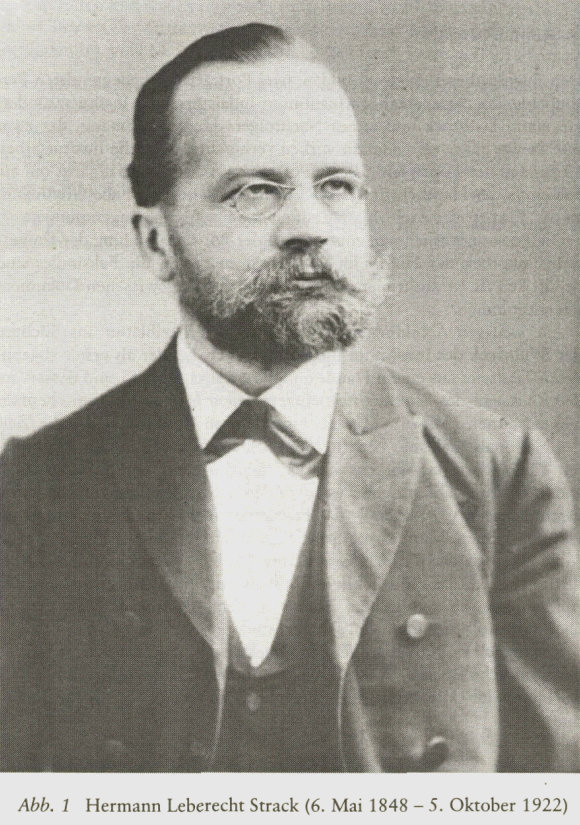
Hermann Leberecht Strack

Hermann Leberecht Strack (* 6. Mai 1848 in Berlin; † 5. Oktober 1922 ebenda) war ein deutscher evangelischer Theologe und Orientalist.

## Leben
Hermann L. Strack war der Sohn des Prorektors der königlichen Realschule in Berlin Max Leberecht Strack und dessen Frau Emilie Kraft. Er hatte das Friedrich-Wilhelms-Gymnasium in Berlin besucht und studierte von 1865 bis 1870 in Berlin und Leipzig. 1872 wurde er Lehrer am Wilhelms-Gymnasium in Berlin und wurde im selben Jahr in Berlin zum Doktor der Philosophie promoviert. Von 1873 bis 1876 beschäftigte er sich im Auftrag der preußischen Regierung in Sankt Petersburg mit der Untersuchung der dortigen altorientalischen Bibelmanuskripte. Bei dieser Gelegenheit untersuchte er ebenso die Altertümer der Firkowitsch-Sammlung, die er als Fälschung bezeichnete. Abraham Firkowitsch (1786–1874) war Chasan der jüdisch-karäischen Glaubensgemeinschaft, Sammler von Manuskripten und Amateur-Archäologe. 1877 wurde Strack außerordentlicher Professor der alttestamentlichen Exegese und lehrte auch orientalische Sprachen an der Universität Berlin. 1884 erhielt er an der Universität Leipzig den theologischen Doktorgrad.
Er war ein führender Kopf in Deutschland im Bereich des rabbinischen Schrifttums und hatte bei Moritz Steinschneider studiert. Der von ihm angeregte und herausgegebene Kommentar zum Neuen Testament aus Talmud und Midrasch, zusammengestellt von Paul Billerbeck, wird immer wieder nachgedruckt und wird in der Fachliteratur oft kurz als „Strack-Billerbeck“ angeführt.
Nach dem Aufstieg des Antisemitismus in Deutschland wurde Strack zu einem Vorkämpfer der Verteidigung der Juden gegen Attacken von Hofprediger Adolf Stoecker, Professor August Rohling und anderen. In einem Gutachten zum Ritualmordprozess im ungarischen Tisza-Eszlár veröffentlichte er in der Evangelischen Kirchen-Zeitung vom 12. August 1882, dass „es in der gesamten halachischen Literatur der Juden keinen Hinweis auf irgendeinen rituellen Blutgebrauch in der jüdischen Religion gibt, der Blutkonsum vielmehr durch die jüdischen Speisegesetze strikt verboten sei“. 1883 regte er die Gründung des ab 1886 von ihm in Berlin geleiteten Institutum Judaicum (heute Institut für Kirche und Judentum) an, dessen Ziel die theologische Erforschung des Judentums und die Konversion der Juden zum Christentum (Judenmission) war. 1885 übernahm Strack die Herausgeberschaft der Zeitung Nathanael. Zeitschrift für die Arbeit der evangelischen Kirche an Israel, die in Berlin veröffentlicht wurde.
Seit 1886 arbeitete Strack zusammen mit Otto Zöckler an der Herausgabe des Kurzgefassten Kommentars zu den Schriften des Alten und Neuen Testaments (Nördlingen und München). Strack beriet die Herausgeber der Jewish Encyclopedia. Als sich in den 1890er Jahren die Fälle von Blutmordvorwürfen häuften, beauftragte der Verein zur Abwehr des Antisemitismus Strack, der wie Franz Delitzsch und Paul de Lagarde auch im Fall Max Bernstein als Gutachter tätig war, ein Buch über den „Blutaberglauben“ zu schreiben, das 1891 im Verlag C. H. Beck erschien.
Strack war einer der wenigen deutschen protestantischen Theologen, die sich auch noch nach dem Ersten Weltkrieg aktiv gegen Antisemitismus wandten. In seiner Schrift Jüdische Geheimgesetze? zeigte er, dass die jüdischen Religionsgesetze immer öffentlich waren und nichts verheimlicht wurde und dass die jüdische Ethik nicht erlaube, dass sich Juden gegenüber Nicht-Juden in einer Weise verhalten, die gegenüber Juden nicht erlaubt sei. Strack widerlegte antisemitische Schriften, zum Beispiel die Protokolle der Weisen von Zion, und weitere antisemitische Veröffentlichungen seiner Zeit.

## Veröffentlichungen (Auswahl)
- Prolegomena Critica in Vetus Testamentum Hebraicum. Leipzig 1873
- Catalog der Hebräischen Bibelhandschriften der Kaiserlichen Öffentlichen Bibliothek in St. Petersburg. St. Petersburg und Leipzig 1875, in Zusammenarbeit mit Abraham Harkavy
- Prophetarum Posteriorum Codex Babylonicus Petropolitanus. 1876
- Abraham Firkowitsch und Seine Entdeckungen. 1876
- Ausgabe verschiedener Mischnatraktate:
  - Abot. Karlsruhe 1882, 2. Ausgabe: Berlin 1888
  - Yoma. 1888
  - Abodah Zarah. 1888
  - Shabbat. 1890
- Hebräische Grammatik. Karlsruhe und Leipzig 1883; ab der 10. und 11. Auflage München 1911 als Band 1 der Reihe Clavis linguarum semiticarum; 15. Auflage 1952
- Lehrbuch der Neuhebräischen Sprache und Literatur. 1884, in Zusammenarbeit mit Karl Siegfried
- Herr Adolf Stöcker – christliche Liebe und Wahrhaftigkeit. H. Reuther, Karlsruhe u.a, 1885; 2. Ausgabe: 1886. (Beschäftigt sich mit dem Antisemitismus des Hofpredigers Adolf Stoecker)
- Einleitung in den Talmud. Leipzig 1887; 2. Ausgabe: 1894
- Einleitung in das Alte Testament. Nördlingen 1888; 5. Ausgabe: München 1898
- Der Blutaberglaube bei Christen und Juden. Minden 1891.
- Der Blutaberglaube in der Menschheit, Blutmorde und Blutritus. C. H. Beck’sche Verlagsbuchhandlung (Oscar Beck), München 1891;
  - ab der vierten bearbeiteten Auflage 1992 als Der Blutaberglaube in der Menschheit, Blutmorde und Blutritus. Zugleich eine Antwort auf die Herausforderung des "Osservatore Cattolico". (= Schriften des Institutum Judaicum in Berlin. Nr. 14.)
- Die Juden – dürfen sie 'Verbrecher von Religionswegen' genannt werden? Aktenstücke, zugleich als ein Beitrag zur Kennzeichnung der Gerechtigkeitspflege in Preußen. Walter, Berlin 1893. (Schriften des Institutum Judaicum 15).
- Abriss des Biblisch-Aramäischen. Leipzig 1896; ab der 2. Auflage Leipzig 1897 unter dem Titel Grammatik des Biblisch-Aramäischen; ab der 5. Auflage München 1911 als Band 4 der Reihe Clavis linguarum semiticarum
- Das Blut im Glauben und Aberglauben der Menschheit. 5.–7. Auflage, München 1900.
- Jüdische Geheimgesetze?. Mit 3 Anh.: Rohling, Ecker und kein Ende?. Artur Dinter u. Kunst, Wissenschaft, Vaterland. „Die Weisen von Zion“ und ihre Gläubigen. Schwetschke & Sohn, Berlin 1920; 3. und 4. Auflage 1921. (Über die Antisemiten August Rohling, Jakob Ecker und Artur Dinter sowie das antisemitische Pamphlet Die Weisen von Zion).
- Kommentar zum Neuen Testament aus Talmud und Midrasch. in Zusammenarbeit mit Paul Billerbeck, 4 Bände, München 1922–1928